# TNCスーパータイム NEWS&SPORTS
『TNCスーパータイム NEWS&SPORTS』（ティーエヌシースーパータイム ニュース・アンド・スポーツ）は、1984年10月1日から1997年3月30日まで13年間、テレビ西日本が夕方に生放送されていた福岡県向けのローカルワイドニュース番組である（『FNNスーパータイム』の福岡県ローカルパート）。正式タイトルは『FNN TNCスーパータイム NEWS&SPORTS』（エフエヌエヌ ティーエヌシースーパータイム ニュース・アンド・スポーツ）。

## 番組概要
- かつて、この番組以前に同局で放送されていた『FNNニュースレポート6:00』（フジテレビ制作）と『テレポートTNC』（自社制作）を統合させた番組で、番組前半ではフジテレビ発の全国ニュース『FNNスーパータイム』を、後半では福岡県内のニュースと特集、「わくわくスポーツ」のコーナーと天気予報を放送していた。当時CXの『スーパータイム』と同じタイトルを使用したローカルニュースはテレビ西日本以外では、テレビ静岡（『FNNテレビ静岡スーパータイム』）、テレビ愛媛（『スーパータイムEBC600』）、鹿児島テレビ放送（『KTSスーパータイム NEWS&SPORTS』）と合わせて4局しかなかった。

- 開始当初は平日のみの放送で、週末の放送は無かった。

- 1985年4月6日、それまで土曜夕方と日曜夕方に放送されていた『TNCニュースレポート5:30』（『FNNニュースレポート5:30』の福岡県ローカルパート）が終了したのに伴い、番組は週末の放送も開始した。

- 平日版の放送枠は55分だったが、こちらは30分と短かった。

- 1996年8月5日、テレビ西日本が本社を福岡県福岡市南区高宮から福岡県福岡市早良区百道浜（現在地）へ移転したのに伴い、この番組のニューススタジオもリニューアルした。

- その後、平日版は1997年3月28日に、週末版は同年3月30日に放送を終了し、12年間の歴史に幕を閉じた。

- その翌日からは同時間帯で後継番組の『TNC NEWS ザ・ヒューマン FNN』が放送された。

## 放送時間

### 平日
- 月曜日 - 金曜日 18:00 - 18:55（1984年10月1日 - 1997年3月28日）

### 週末
- 土曜日 18:00 - 18:30、日曜日 17:30 - 18:00（1985年4月6日 - 1997年3月30日）

## 備考
- 番組初期のオープニングタイトルは、当時のTNC社屋（福岡県福岡市南区高宮）の模型をバックに「TNCスーパータイム NEWS&SPORTS」と表記されていた。
- タイトルロゴはこのローカルパート用に作成したロゴだったが、テーマ曲は『FNNスーパータイム』と同じくたかしまあきひこの曲だった。「スーパータイム!!」のタイトルコールあり。
- 週末版のみではあるが、一時期提供クレジットに黄色の文字が使われていた。
- 冒頭は福岡ローカルの挨拶とヘッドライン、番組後半で紹介することを述べたあと「それでは東京さん、どうぞ!」と呼びかける形で全国ニュースに切り替えていた。
- TM NETWORKの「Fantastic Vision」（同番組が開始された1984年にTNCのキャンペーンソングとして使用）が一時期福岡ローカルのオープニングで流れていたことがあった。

## 歴代出演者

### メインキャスター（アンカーマン）
- 稲坂硬一（1984年10月1日 - 1985年12月31日、当時TNC報道部記者） - 前番組「テレポートTNC」より続投。
- 高橋幸平（1986年1月6日 - 1997年3月28日、当時TNCアナウンサー）[1][2][3] - 後番組「TNC NEWS ザ・ヒューマン」も続投。

### サブキャスター（アシスタント）
- 花村多恵子（当時TNC契約キャスター）
- 斉藤こず枝[1]
- 田尻順子[2]
- 田中啓子[2]
- 森光貴子[2]
- 井上裕子[3]

### お天気担当
- 広渡千明[1]

### 週末
- シフト勤務